# Liste von Erbkrankheiten

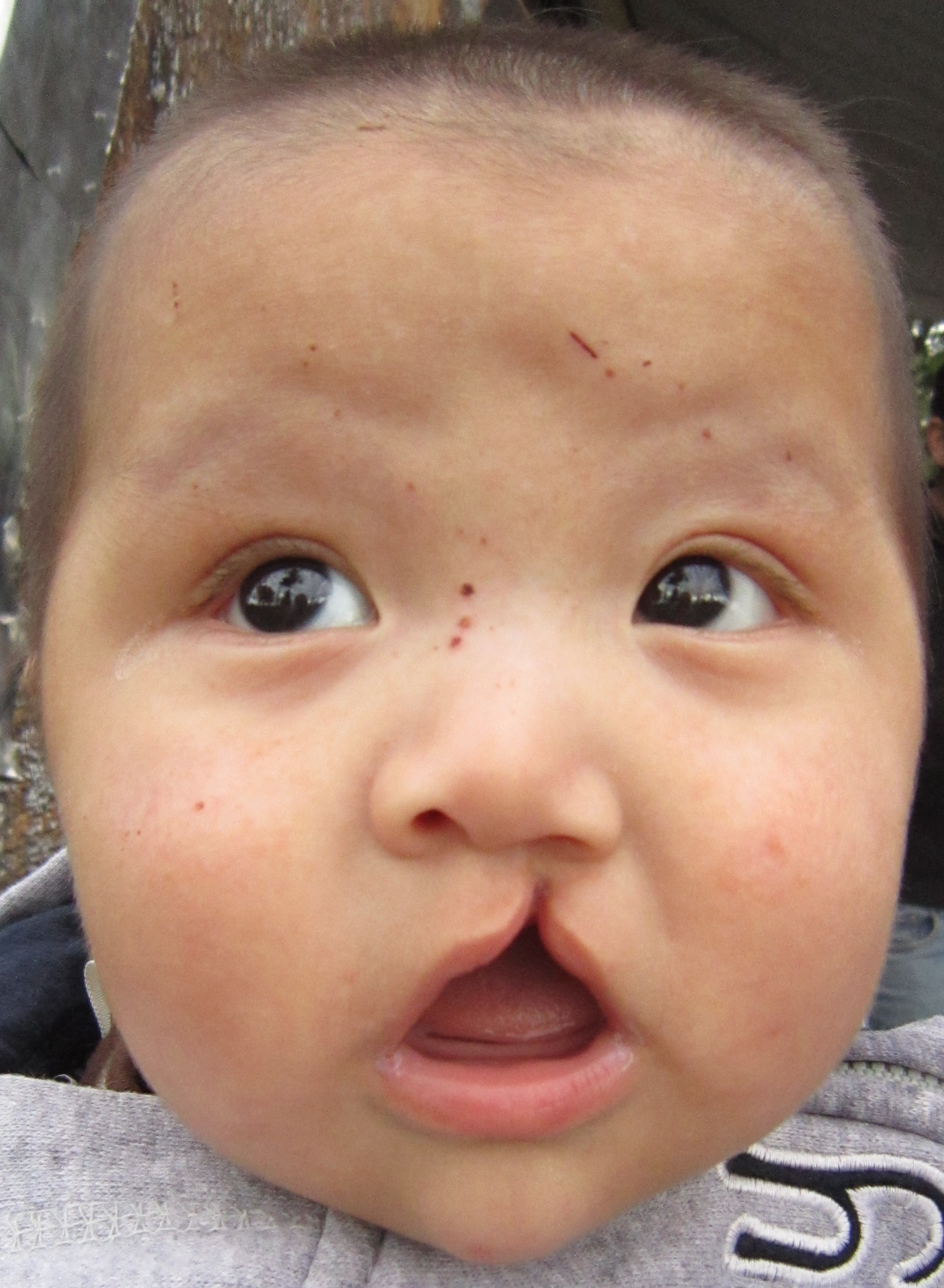
Lippen-Kiefer-Gaumenspalte

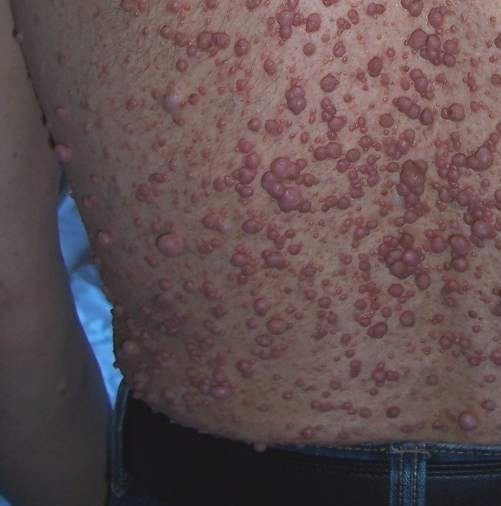
Neurofibromatose Typ 1

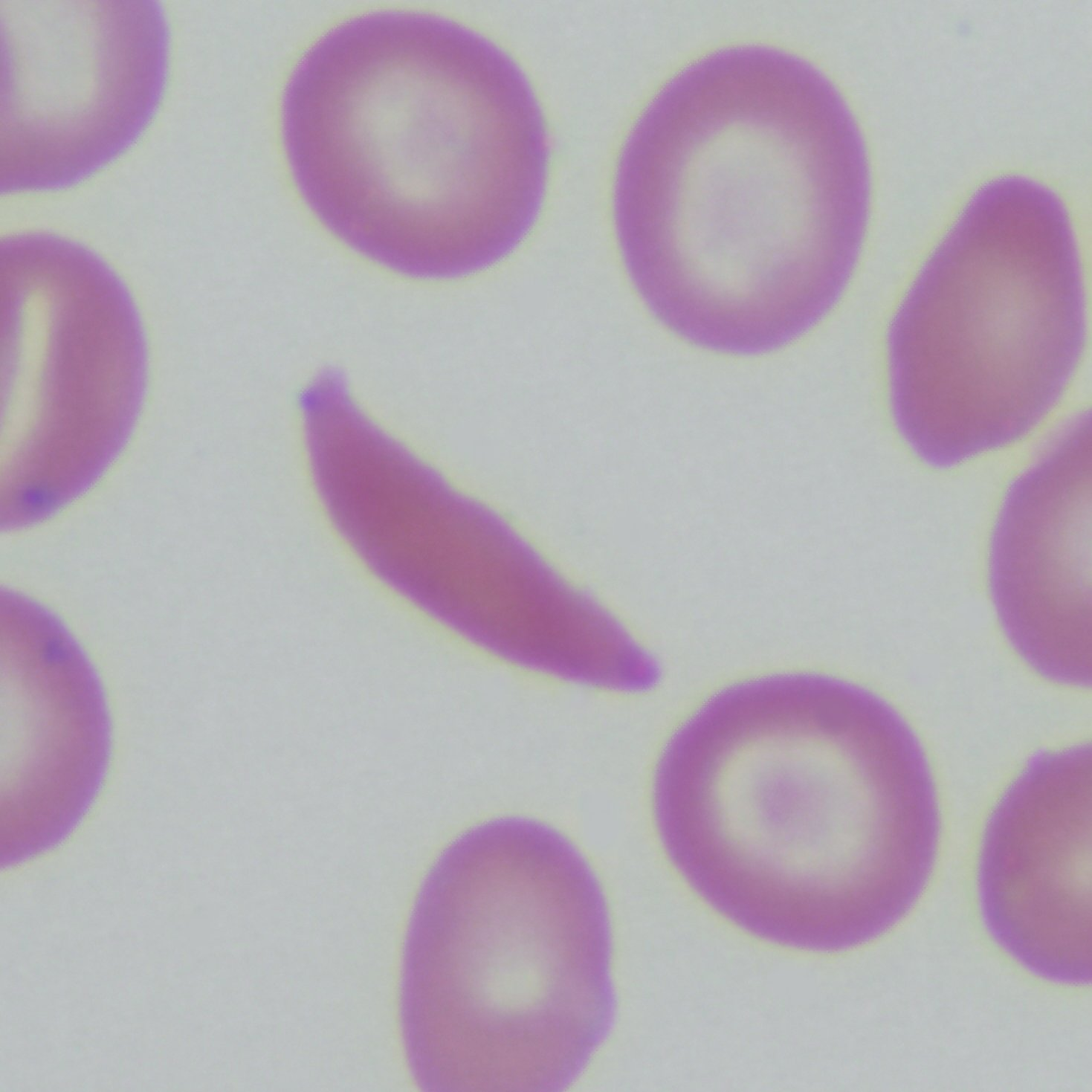
Deformiertes rotes Blutkörperchen (Sichelzelle)

Diese Liste der Erbkrankheiten enthält einige der häufigsten Erbkrankheiten beim Menschen. Es wird unterschieden zwischen gutartigen Erkrankungen und Tumorerkrankungen.

## Erbkrankheiten
| Erkrankung                       | Erbgang                                                 | Chromosom/Gen                                                                                            | Beschreibung |
| -------------------------------- | ------------------------------------------------------- | --- | --- |
| Albinismus                       | Autosomal rezessiv                                      | Chromosom 11, Lokus q14-21, Chromosom 15, Lokus q11-13, Chromosom 9, Lokus p23, Chromosom 5, Lokus p13.3 | Fehlende Synthese von Melanin führt zu einer hellen oder weißen Haar-, Augen- und Hautfarbe                                                                      |
| Alpha-1-Antitrypsinmangel        | Autosomal rezessiv                                      | Chromosom 14, Lokus q32.1                                                                                | Erhöhtes Risiko auf Leberzirrhose oder Lungenemphysem durch eine angeborene geringere Konzentration dieses Enzyms                                                |
| Chorea Huntington                | Autosomal dominant                                      | Chromosom 4, Lokus p16.3                                                                                 | Tödlich verlaufende motorische und psychische Störung durch vermehrten Einbau von Glutamin im Protein Huntingtin                                                 |
| Galaktosämie                     | Autosomal rezessiv                                      | Chromosom 9                                                                                              | Unbehandelt oft tödliche intrazelluläre Speicherung von Galactose durch das Fehlen des Enzyms Galactose-1-phosphat-Uridyltransferase                             |
| Hämophilie A                     | X-gebunden                                              | X-Chromosom                                                                                              | Erhöhte Blutungsneigung durch Mangel am Gerinnungsfaktor VIII |
| Hämophilie B                     | X-gebunden                                              | X-Chromosom                                                                                              | Erhöhte Blutungsneigung durch Mangel am Gerinnungsfaktor IX |
| Kretinismus                      | Autosomal rezessiv oder dominant                        | Mehrere Gene, z. B. Chromosom 2, Lokus q14.1 und Chromosom 14, Lokus q31.1                               | Kleinwuchs, Missbildung der Gliedmaßen, Sprachstörungen und intellektuelle Störungen, verursacht durch einen angeborenen Mangel an Schilddrüsenhormon (Thyroxin) |
| Lippen-Kiefer-Gaumenspalte       | Polygenetisch                                           | (mehrere Gene)                                                                                           | Angeborene Spaltung von Lippen, Oberkiefer, Gaumen oder eine Kombination von diesen                                                                              |
| Metachromatische Leukodystrophie | Polygenetisch autosomal rezessiv                        | (mehrere Gene)                                                                                           | Gangunsicherheit, Sprachstörungen durch Mangel an Aryl-sulfat |
| Mukopolysaccharidose Typ 1       | Polygenetisch autosomal                                 | (mehrere Gene)                                                                                           | Unterschiedliche Symptome, welche erst im Kindesalter auftreten, durch Speicherung von Glykosaminoglykanen in Zellen.                                            |
| Mukoviszidose                    | Autosomal rezessiv                                      | Chromosom 7, Lokus q31.2                                                                                 | Funktionsstörung von Lungen und Bauchspeicheldrüse durch Bildung von zähem Schleim, im Endstadium zu Lungenversagen oder Pankreasinsuffizienz führend            |
| Neurofibromatose                 | Autosomal dominant (bei 50 % der Fälle Spontanmutation) | Chromosom 17, Lokus q11.2                                                                                | Entwicklung von gutartigen Tumoren auf der Haut, in Augen und Knochen sowie im zentralen Nervensystem                                                            |
| Phenylketonurie                  | Autosomal rezessiv                                      | Chromosom 12, Lokus q22 bis q24                                                                          | Gestörte Hirnentwicklung und Schädelwuchs durch Mangel am Enzym Phenyl-Alanin-Hydroxylase                                                                        |
| Sichelzellanämie                 | Autosomal kodominant                                    | Chromosom 11                                                                                             | Deformierungen der roten Blutkörperchen führen zu schmerzhaften Krisen; nur in der homozygoten Form symptomatisch                                                |
| Spinale Muskelatrophie           | Autosomal rezessiv                                      | Chromosom 5, Lokus q13                                                                                   | Muskelschwund durch den Untergang motorischer Nervenzellen im Rückenmark                                                                                         |
| Tay-Sachs-Syndrom                | Autosomal rezessiv                                      | Chromosom 15, Lokus q23-24                                                                               | Schwerste Intelligenzminderung mit Erblindung ab der Geburt; die wenigsten betroffenen Kinder werden älter als drei Jahre                                        |
| Zystennieren                     | Autosomal dominant                                      | Chromosom 16                                                                                             | Entwicklung von mehrfachen Zysten in den Nieren ab Erwachsenenalter, im Endstadium zur Nierenversagen führend                                                    |

## Erbliche Tumorerkrankungen
- Erbliches Malignes Melanom
- Erbliches Mammakarzinom
- Familiäre adenomatöse Polyposis coli (FAP)
- Hereditäres nicht polypöses kolorektales Karzinom (HNPCC)
- Juvenile Polyposis coli
- Li-Fraumeni-Syndrom
- Multiple endokrine Neoplasie, Typ 1 (MEN 1)
- Multiple endokrine Neoplasie, Typ 1 (MEN 2)
- Nierenkarzinom, klarzelliges
- Nierenkarzinom, papilläres
- Peutz-Jeghers-Syndrom
- Retinoblastom
- Wilms-Tumor